# Mary Findlater

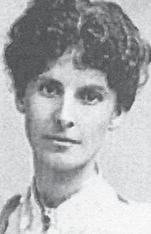
Mary Findlater (1904)

Mary Williamina Findlater (* 28. März 1865 in Lochearnhead; † 22. November 1963 in St Fillans) war eine britische Schriftstellerin. Zeitlebens arbeitete sie eng mit ihrer jüngeren Schwester Jane Findlater (1866–1946) zusammen.

## Leben
Mary Findlater kam 1865 in Lochearnhead als zweite von drei Töchtern eines Pastors der Free Church of Scotland zur Welt. Ihre Mutter Sarah Bortwick war Autorin einiger religiöser Texte, die sie gemeinsam mit ihrer Schwester Jane Borthwick verfasst hatte. Gemeinsam mit ihren beiden Schwestern wuchs Mary in einem abgelegenen Haus auf und wurden zuhause unterrichtet; einer ihrer Gouvernanten war die spätere Botanikerin und Suffragette Annie Lorrain Smith. In dieser Zeit begründete sich die enge Verbindung von Mary mit ihrer jüngeren Schwester Jane, mit der sie gemeinsam – geplagt von der Langeweile der Abgeschiedenheit – bald zu schreiben begann. Nach dem Tod des Vaters 1886 zog ihre Mutter mit den drei Schwestern nach Prestonpans, wo die Schriftstellerei für die beiden Findlater-Schwestern bald zu einem Werg wurde, zum Lebensunterhalt der Familie beizutragen. 1895 veröffentlichte Mary mit Songs and Sonnets ein erstes Buch mit Gedichten, doch es war der große Erfolg von Janes Debütroman The Green Graves of Balgrowie, der den Findlater-Schwestern zum Durchbruch verhalf.
Ab 1897 bis zum Ausbruch des Ersten Weltkriegs veröffentlichte Findlater sechs eigene Romane, drei Romane in Kooperation mit Jane und zwei weitere Romane in Kooperation mit Jane sowie Allan McAulay und Kate Douglas Wiggin. Íhr Werk wurde sowohl im Publikum als auch unter Literaturkritikern geschätzt und verkaufte sich sowohl in Großbritannien als auch in den Vereinigten Staaten, durch die die Findlater-Schwestern 1905 eine Promotionstournee unternahmen. Findlaters Stil war in einigen Aspekten typisch für den Roman des Viktorianischen Zeitalters: Sie waren weitschweifig und verfügten über viele Figuren und die Handlung schritt nur langsam voran. In vielen Romanen fokussierte sich Findlater jedoch auf Heldinnen, die oftmals nicht den viktorianischen Gesellschaftsnormen entsprachen, sondern moderne Züge aufwiesen. Die Hauptfigur in The Rose of Joy (1903) beispielsweise verdient als Künstlerin ihren eigenen Lebensunterhalt und lebt mit einer Frau zusammen. Die erfolgreichste Kooperation der Findlater-Schwestern, der Roman Crossriggs (1908), handelt vom Leben in einem gleichnamigen schottischen Dorf, fokussiert sich aber besonders auf das Leben der weiblichen Protagonistin. Nach dem Ersten Weltkrieg wurden die viktorianischen Züge von Findlaters Schreibstil immer unpopulärer, weshalb sich Findlater vom Schreiben zurückzog. Eine letzte Kooperation mit Jane veröffentlichte sie 1923.
Privat zogen die Findlater-Schwestern gemeinsam mit ihrer Mutter wegen deren Gesundheit nach Devon. Durch den Erfolg ihrer Romane finanziell abgesichert, baute sich Mary in den 1920er Jahren in Rye ein Haus. Eine Verlobung löste sie auf, weil sie es vorzog, stattdessen weiter mit ihrer Schwester zu leben. 1923 musste sie wegen einer Krebserkrankung operativ behandelt werden. Mit Ausbruch des Zweiten Weltkriegs und der drohenden Gefahr deutscher Luftangriffe in Südengland zogen die Schwestern wieder zurück nach Schottland, wo Jane 1946 an einer Herzattacke verstarb. Mary überlebte sie um 17 Jahre und starb im November 1963 im Alter von 98 Jahren in St Fillans bei Comrie. Das Werk der beiden Schwestern geriet bereits am Ende ihres Lebens weitgehend in Vergessenheit. 1964 publizierte Eileen Mackenzie eine Biografie der Schwestern, 1986 erschien in der Virago Press eine neue Auflage von Crossriggs.

## Veröffentlichungen
Eigene Werke
- Songs and Sonnets. Methuen, London 1895.
- Over the Hills. Methuen, London 1897.
- Betty Musgrave. Methuen, London 1899.
- A Narrow Way. Methuen, London 1901.
- The Rose of Joy. Methuen, London 1903.
- A Blind Bird’s Nest. Smith, Elder & Co., London 1907.
- Tents of a Night. Smith, Elder & Co., London 1914.

Kollaborationen
- mit Jane Findlater: Tales That Are Told. Methuen, London 1901.
- mit Jane Findlater, Kate Douglas Wiggin und Allan McAulay: The Affair at the Inn. Gay and Bird, London 1904.
  - Was sich in dem Gasthaus begab. Engelhorn, Stuttgart 1910.
- mit Jane Findlater: Crossriggs. Smith, Elder & Co., London 1908.
- mit Jane Findlater, Kate Douglas Wiggin und Allan McAulay: Robinetta. Houghton Mifflin, Boston / New York 1911.
  - Robinetta. Tauchnitz, Leipzig 1911.
- mit Jane Findlater: Penny Monneypenny. Smith, Elder & Co., London 1911.
- mit Jane Findlater: See and Heard Before and After 1914. Smith, Elder & Co., London 1916.
- mit Jane Findlater: Content with Flies. Smith, Elder & Co., London 1916.
- mit Jane Findlater: Beneath the Visiting Moon. Hurst & Blackett, London 1923.